# Żułdyz Eszymowa
Żułdyz Attakurowna Eszymowa (ros. Жулдыз Аттакуровна Эшимова; ur. 2 stycznia 1988 we Frunze) – kirgiska, a od 2006 roku kazachska zapaśniczka walcząca w stylu wolnym. Dwukrotna olimpijka. Piąta w Rio de Janeiro 2016 (kategoria 48 kg) i piętnasta w Londynie 2012 (kategoria 48 kg). 
Zdobyła srebrny medal mistrzostw świata w 2008 i brązowy w 2011. Wicemistrzyni igrzysk azjatyckich w 2018 i siódma w 2006 i 2010. Ośmiokrotna medalistka mistrzostw Azji w latach 2008 - 2022. Wicemistrzyni halowych igrzysk azjatyckich w 2017. Pierwsza w Pucharze Świata w 2011. Druga na mistrzostwach świata juniorów w 2008 i brąz w 2005 i 2006 roku.
Jej ojciec jest Kazachem.